# The Link
The Link è il secondo album in studio del gruppo musicale francese Gojira, pubblicato il 18 aprile 2003 dalla Boycott.
Nel 2005 l'album è stato ripubblicato dalla Listenable Records.

## Tracce
Testi e musiche di Gojira, eccetto dove indicato.
1. The Link – 5:05
2. Death of Me – 5:46
3. Connected – 1:20
4. Remembrance – 4:59
5. Torii – 1:49
6. Indians – 3:57
7. Embrace the World – 4:37
8. Inward Movement – 5:49
9. Over the Flows – 3:05
10. Wisdom Comes – 2:22
11. Dawn – 8:01 (Alone & Tired)

## Formazione
Gruppo
- Joe Duplantier – voce, chitarra
- Christian Andreu – chitarra
- Jean-Michel Labadie – basso
- Mario Duplantier – batteria

Altri musicisti
- Laurentx Etxernendi – strumentazione elettroacustica

Produzione
- Gabriel Editions – produzione
- Laurentx Etxernendi – ingegneria del suono, missaggio
- Jean Pierre Chalbos – mastering